# Tachymarptis
Tachymarptis is een geslacht van vogels uit de familie gierzwaluwen (Apodidae).

## Soorten
Het geslacht kent de volgende soorten:
- Tachymarptis aequatorialis  – Geschubde berggierzwaluw
- Tachymarptis melba  – Alpengierzwaluw